# Лебідь Максим Максимович
Максим Максимович Лебідь (*24 листопада 1899, Келеберда колишньої Полтавської губернії — убитий 19 січня 1938, концтабір ГУЛАГ СССР) — український письменник. Секретар полтавської філії літературного об'єднання «Плуг». Директор Будинку літераторів УСРР.
Жертва російсько-большевицького терору.

## До біографії
Народився у селянській сім'ї. 1917 закінчив Кобеляцьку чоловічу гімназію, в якій прилучився до нелегального гуртка українського юнацтва.
В 1917 переїжджає до Києва і після невдалої спроби поступити в Українську школу військових старшин, влаштовується на роботу у видавництво «Криниця».
1923 повертається до Полтави, де очолює український театр. Одночасно починає літературну діяльність у літературному товаристві «Плуг» разом із Усенком, Епіком, Первомайським. Друкується в газетах та журналах «Селянська правда», «Червоний шлях», «Зірка», «Всесвіт», «Плужанин». 
У середині 1920-х живе і працює в Катеринославі (Дніпропетровську), де бере активну участь в культурному житті міста, співпрацює з директором історичного музею Дмитром Яворницьким.
З 1928 — директор Будинку літераторів у Харкові. Учасник зустрічі 1929 року українських письменників з Й. Сталіним.
У листах до Дмитра Яворницького у Січеслав заохочував останнього замовляти художникам картини з української історії.

### Терор
23 червня 1934 був заарештований у Харкові, де він на той час працював директором Будинку літераторів ім. Еллана-Блакитного. В звинувачувальному висновку, сфабрикованому оперуповноваженим ДПУ СРСР Грушевським, стверджувалося, що він «арештований і притягнутий в ролі звинуваченого як член контрреволюційної диверсійно-повстанської Української військової організації (УВО)».
Тодішній заступник наркома внутрішніх справ УРСР Кацнельсон санкціонував направлення справи по звинуваченню М. Лебедя на розгляд Особливої наради при НКВС СРСР. Ця позазаконна сталінська інституція 22 грудня 1934 р. постановила: «Лебедя М. М. за участь у контрреволюційній діяльності ув'язнити в виправно-трудовий табір строком на 5 років, рахуючи строк з 23 червня 1934 р.».
Утримувався у концтабірному місті Чиб'ю, де розміщався Ухтпечтаб ГУЛАГ СССР. 1937 його засудили вдруге, убитий в одному з концтаборів ГУЛАГ Архангельської області. Похований у селищі Новая Ухтарка.
Реабілітований посмертно самими комуністами.